# The Citadel Bulldogs

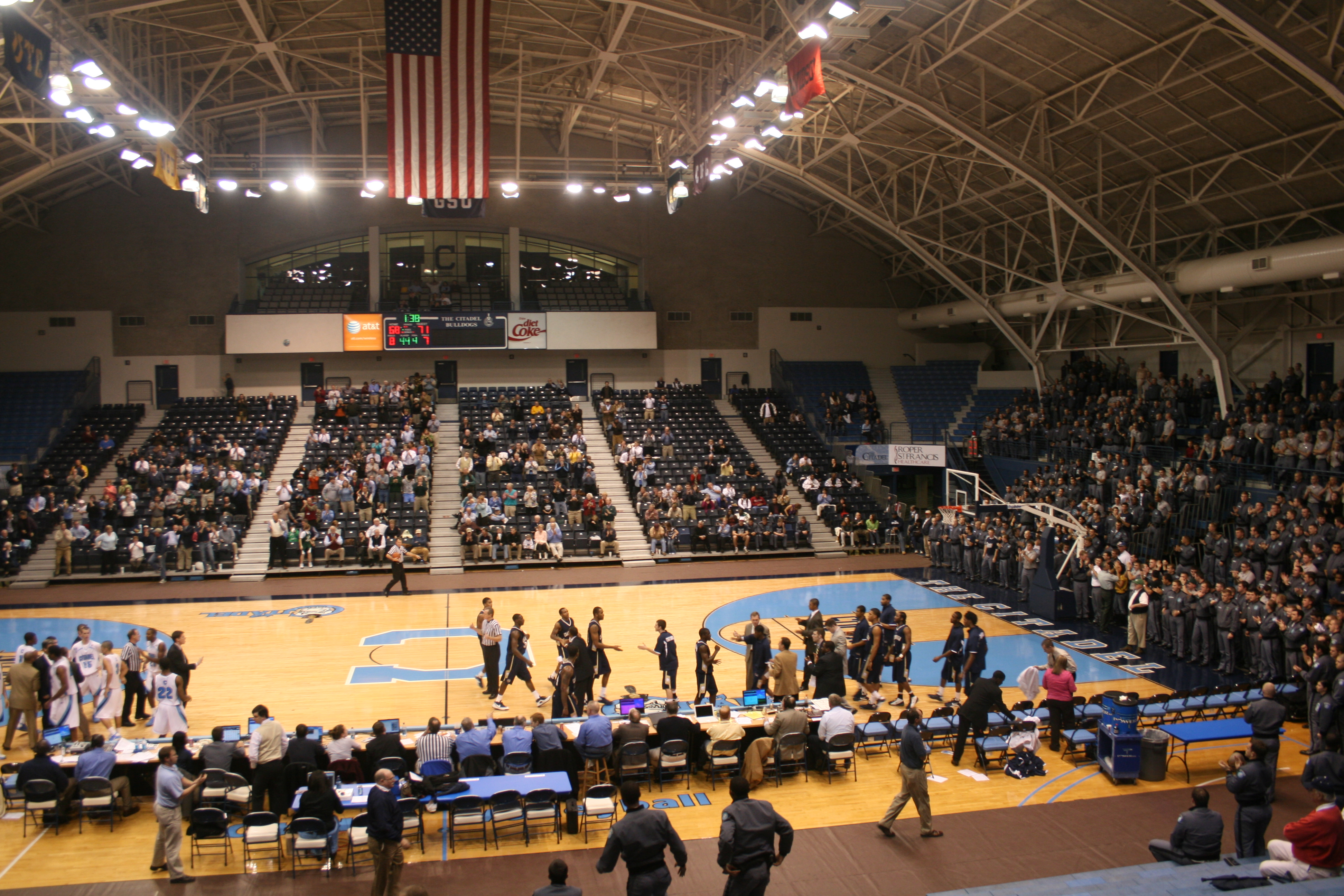
McAlister Field House.

The Citadel Bulldogs (español: Bulldogs de La Ciudadela) es el equipo deportivo de la Academia Militar The Citadel, situada en Charleston (Carolina del Sur). Los equipos de los Bulldogs participan en las competiciones universitarias organizadas por la NCAA, y forman parte de la Southern Conference. Las mujeres no se incorporaron a la academia militar hasta el año 1996.

## Programa deportivo
Los Bulldogs participan en las siguientes modalidades deportivas:
| - Masculino - Baloncesto - Béisbol - Fútbol americano - Tenis - Cross - Atletismo - Lucha libre - Rifle | - Femenino - Cross - Rifle - Golf - Fútbol - Voleibol - Atletismo |